# Attyla (film)
Attyla (ang. Attila/Attila the Hun) – telewizyjny film historyczny z 2001 roku, będący zdramatyzowaną biografią słynnego wodza Hunów – Attyli. Zdjęcia kręcono na Litwie (scena bitwy realizowana była na wzgórzach Kernavė w okręgu wileńskim).

## Fabuła
Europa w połowie V wieku n.e. Podczas napaści wrogiego plemienia na wioskę Hunów giną rodzice kilkuletniego Attyli. Chłopiec ze swym starszym bratem Bledą trafiają pod opiekę wuja Ruasa, władcy jednego z plemion Hunów. Obaj stają się konkurentami do objęcia tronu po bezdzietnym wuju. W ciągu następnych lat Hunowie jako lud rosną w siłę. Tymczasem w Rzymie wzrastająca potęga Wizygotów sprawia, że Rzymianie zwracają się do Hunów z prośbą o pomoc. Kiedy do Rzymu przybywa z wojskiem Attyla, Bleda podczas nieobecności brata usiłuje przejąć władzę. Dochodzi do walki pomiędzy nimi, w której wyniku zwycięski Attyla ostatecznie obejmuje władzę, jednocząc wszystkie plemiona Hunów. Wkrótce też rozpoczyna wojnę z Rzymem.

## Obsada
- Gerard Butler – Attyla
- Powers Boothe – Aecjusz
- Simmone Jade Mackinnon – N'Kara/Ildiko
- Reg Rogers – Walentynian III
- Alice Krige – Galla Placydia
- Pauline Lynch – Galen
- Steven Berkoff – wódz Rua (Rugila)
- Andrew Pleavin – Orestes
- Tommy Flanagan - Bleda
- Kirsty Mitchell – Honoria
- Jonathan Hyde – Flawiusz Feliks
- Tim Curry – Teodozjusz II
- Janet Henfrey – Pulcheria
- Liam Cunningham – Teodoryk I
- Richard Lumsden – Petroniusz Maksymus
- Mark Letheren – Toryzmund
- Jolyon Baker – Mundzuk, ojciec Attyli i Bledy
- Rollo Weeks – młody Attyla
- David Bailie – szaman